# Glenn Strange
George Glenn Strange  (n. 16 august 1899, New Mexico, SUA – d. 20 septembrie 1973, Los Angeles, California, SUA) a fost un actor american. A apărut mai ales în filme Western. Este cel mai notabil pentru că a jucat monstrul lui Frankenstein în trei filme Universal în anii 1940 și pentru rolul lui Sam Noonan, barmanul popular din seria de televiziune CBS Gunsmoke.

## Filmografie
- The Mounted Stranger  (1930)
- Wild Horse  (1931)
- The Hard Hombre  (1931)

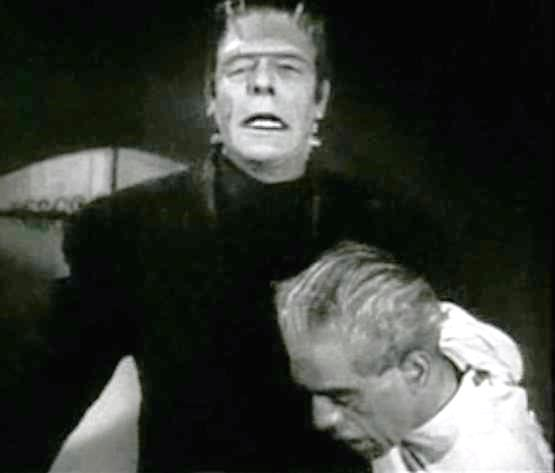
Strange ca Monstrul lui Frankenstein, cu Boris Karloff în House of Frankenstein (1944)

- Border Law, regia Louis King (1931)
- Shotgun Pass (1931)
- Cavalier of the West  (1931)
- The Guilty Generation  (1931)
- The Fighting Marshal  (1931)
- Range Feud   (1931)
- The Deadline, regia  Lambert Hillyer (1931)
- The Gay Buckaroo (1932)
- Single-Handed Sanders (1932)
- Texas Cyclone, regia  D. Ross Lederman (1932)
- Texas Tornado (1932)
- Riders of the Desert (1932)
- The Riding Tornado (1932)
- A Man's Land (1932)
- Hello Trouble, regia  Lambert Hillyer (1932)
- The Hurricane Express  (1932)
- Ride Him, Cowboy (1932)
- McKenna of the Mounted (1932)
- Fighting for Justice, regia  Otto Brower (1932)
- The Big Stampede (1932)
- The Cowboy Counsellor (1932)
- Sundown Rider (1932)
- Silent Men (1933)
- The Whirlwind (1933)
- The Thrill Hunter, regia  George B. Seitz (1933)
- Somewhere in Sonora, regia  Mack V. Wright (1933)
- The Star Packer, regia  Robert N. Bradbury (1934)
- The Man from Hell (1934)
- Pals of the West (1934)
- The Law of the Wild (1934)
- Five Bad Men (1935)
- Cyclone of the Saddle (1935)
- Border Vengeance (1935)
- Hard Rock Harrigan (1935)
- Westward Ho
- His Fighting Blood, regia  John English (1935)
- The New Frontier (1935)
- Stormy (1935)
- Moonlight on the Prairie (1935)
- Gallant Defender (1935)
- The Law of 45's  (1935)
- Suicide Squad  (1935)
- Lawless Riders (1935)
- Sunset of Power  (1935)
- Flash Gordon (1936)
- Avenging Waters (1936)
- The Cattle Thief (1936)
- The Fugitive Sheriff   (1936)
- Trailin' West (1936)
- A Tenderfoot Goes West  (1936)
- The Sunday Round-Up  (1936)
- California Mail  (1936)
- Song of the Gringo (1936)
- Conflict, regia  David Howard (1936)
- Guns of the Pecos  (1937)
- Arizona Days (1937)
- Trouble in Texas  (1937)
- Land Beyond the Law (1937)
- Hittin' the Trail (1937)
- Two Gun Law  (1937)
- The Cherokee Strip regia Noel M. Smith  (1937)
- The Fighting Texan  (1937)
- Blazing Sixes  (1937)
- Mountain Music, regia  Robert Florey (1937)
- Empty Holsters   (1937)
- Riders of the Dawn  (1937)
- The Devil's Saddle Legion  (1937)
- God's Country and the Man   (1937)
- Stars Over Arizona   (1937)
- Law for Tombstone   (1937)
- Danger Valley  (1937)
- Courage of the West (1937)
- Adventure's End (1937)
- The Singing Outlaw (1937)
- The Spy Ring (1938)
- Forbidden Valley (1938)
- The Painted Trail (1938)
- Border Wolves, regia  Joseph H. Lewis (1938)
- State Police (1938)
- The Last Stand (1938)
- Call of the Rockies (1938)
- Whirlwind Horseman (1938)
- Air Devils (1938)
- Six-Shootin' Sheriff (1938)
- Pride of the West (1938)
- Prison Break (1938)
- In Old Mexico (1938)
- The Mexicali Kid (1938)
- Black Bandit (1938)
- The Mysterious Rider, regia  Lesley Selander (1938)
- Guilty Trails (1938)
- Prairie Justice (1938)
- Gun Packer (1938)
- California Frontier (1938)
- Ghost Town Riders (1938)
- The Phantom Stage (1939)
- Honor of the West (1939)
- Arizona Legion (1939)
- Flying G-Men (1939)
- Sunset Trail (1939)
- The Lone Ranger Rides Again (1939)
- Rough Riders' Round-up, regia  Joseph Kane (1939)
- The Night Riders (1939)
- Blue Montana Skies (1939)
- Across the Plains (1939)
- The Fighting Gringo, regia  David Howard (1939)
- Oklahoma Terror (1939)
- Range War (1939)
- Cupid Rides the Range (1939)
- Ride, Cowboy, Ride (1939)
- Law of the Pampas (1939)
- Overland Mail, regia  Robert F. Hill (cu Robert Hill) (1939)
- The Llano Kid, regia  Edward D. Venturini (1939)
- Days of Jesse James, regia  Joseph Kane (1939)
- Pioneer Days, regia  Harry S. Webb (1940)
- Teddy the Rough Rider, regia  Ray Enright (1940)
- Rhythm of the Rio Grande, regia   Albert Herman  (1940)
- California or Bust, regia  Lloyd French (1941)
- The House of Frankenstein (1944)
- House of Dracula (1945)
- 1947 The Wistful Widow of Wagon Gap, regia  Charles Barton
- 1956 Ultimul pistolar din Cross Creek (The Fastest Gun Alive), regia Russell Rouse